# Zeche Vereinigte Neue Mißgunst
Die Zeche Vereinigte Neue Mißgunst war ein Steinkohlenbergwerk in Bochum-Wiemelhausen-Brenschede. Das Bergwerk war auch unter dem Namen Zeche Vereinigte Neuemißgunst bekannt und ist aus der Konsolidation mehrerer Bergwerke entstanden.

## Geschichte

### Die Anfänge
Im Jahr 1812 konsolidierten die bisher eigenständigen Bergwerke Neue Mißgunst & Unvermuthetglück, Patriarch und Prinz Kater zur Zeche Vereinigte Neue Mißgunst. Die Berechtsame umfasste nach der Konsolidation sechs Längenfelder. Als Schacht war der Schacht Wilhelm in Betrieb. Im Jahr 1813 wurde der Neue Mißgunst-Stollen stillgelegt und verfiel im Laufe der Jahre. Im Jahr 1815 war Schacht Adam in Betrieb. In den Jahren 1816 bis 1817 wurde im Letterbachtal der Neue Mißgunster Stollen, auch bekannt als Neue Mißgunster Erbstollen, angesetzt. Der Stollen wurde neben dem alten, bereits verbrochenen, Stollen angesetzt und in westlicher Richtung aufgefahren. Im Jahr 1820 war der Schacht Schreping in Betrieb. Das Stollenort stand zu diesem Zeitpunkt am Lichtloch Nr. 2. Im Jahr 1825 wurde Abbau betrieben. Im Jahr darauf erreichte der Stollen eine Länge von 700 Metern in streichender Richtung. Das Stollenort befand sich zu diesem Zeitpunkt am Lichtloch Nr. 5. Im Jahr 1827 wurde der Stollen um weitere 220 Meter aufgefahren. Im Jahr 1829 wurde eine Pferdebahn bis zum Schacht August der Zeche Vereinigte Glücksburg verlegt. Die abgebauten Kohlen wurden von dort aus dann über eine Schleppbahn bis zur Ruhr transportiert. Im selben Jahr wurde begonnen, den seigeren Förderschacht Cremer abzuteufen.

### Die weiteren Jahre
Im Jahr 1831 wurde der Schacht Cremer in Betrieb genommen. Im Jahr 1833 wurde das Bergwerk mit der Zeche Gottfried vereinigt. Im Jahr 1834 befand sich das Stollenort 500 Meter westlich von Schacht Cremer. Im selben Jahr wurde mit den Teufarbeiten für den seigeren Schacht Beharrlichkeit begonnen. Der Schacht wurde nordöstlich von Schacht August angesetzt. Er wurde als Förderschacht mit einem Göpel ausgerüstet und hatte eine Teufe von 48 Metern. Im Jahr 1835 waren die Schächte Cremer und Beharrlichkeit in Förderung. Am 23. September des Jahres 1843 wurden die beiden Längenfelder Mißgunst Nr. I und Mißgunst Nr. II verliehen. Außerdem wurde für den Neuen Mißgunster Erbstollen das Erbstollenrecht verliehen. Im selben Jahr wurde gemeinsam mit dem Glücksburger Erbstollen die Mutung für die weitere Auffahrung eines Flügelortes des verstuften St. Mathias-Erbstollen eingelegt. Im Jahr 1844 verzichteten die Gewerken von Vereinigte Neue Mißgunst auf das Erbstollenrecht für den Egmont-Erbstollen. Im darauffolgenden Jahr verzichteten die Gewerken auf ihren Anteil an dem Erbstollen. Am 18. November des Jahres 1846 wurde auf dem Bergwerk die Förderung eingestellt. Ab dem Jahr 1867 wurde das Bergwerk in Fristen gelegt. Es wurde ein Plan für den Übergang zum Tiefbau gefasst, allerdings wurde der Plan niemals umgesetzt. Ab dem Jahr 1869 fand noch einmal geringer Betrieb statt. Am 13. Juli des Jahres 1872 wurde das Bergwerk an die Zeche Julius Philipp verkauft.

## Förderung und Belegschaft
Die ersten bekannten Förder- und Belegschaftszahlen stammen aus dem Jahr 1830, damals waren zwischen 11 und 18 Bergleute auf dem Bergwerk beschäftigt, die eine Förderung von 16.778 Scheffel Steinkohle erbrachten. Im Jahr 1835 wurden 4841 Tonnen Steinkohle gefördert. Im Jahr 1838 wurde die maximale Förderung des Bergwerks erbracht. In diesem Jahr wurden 10.946 Tonnen Steinkohle gefördert. Im Jahr 1840 wurde eine Förderung von 33.115 ⅝ preußischen Tonnen Steinkohle erbracht. Im Jahr 1843 wurde eine Förderung von 5037 Tonnen Steinkohle erbracht. Im Jahr 1845 wurden 2730 Tonnen Steinkohle gefördert. Im Jahr 1846 wurden 3579 Tonnen Steinkohle gefördert, die Belegschaftsstärke schwankte zwischen 3 und 42 Beschäftigten. Im Jahr 1869 wurden 1031 Tonnen Steinkohle gefördert. Im Jahr 1870 waren noch acht Mitarbeiter auf dem Bergwerk beschäftigt, es wurden 240 Tonnen Steinkohle gefördert. Dies sind die letzten bekannten Förder- und Belegschaftszahlen.